# Морганс Појнт (Тексас)
Морганс Појнт (енгл. Morgan's Point) град је у америчкој савезној држави Тексас. По попису становништва из 2010. у њему је живело 339 становника.

## Демографија
Према попису становништва из 2010. у граду је живело 339 становника, што је 3 (0,9%) становника више него 2000. године.
| Група             | 2000.       | 2010.       |
| Белци             | 270 (80,4%) | 208 (61,4%) |
| Афроамериканци    | 15 (4,5%)   | 35 (10,3%)  |
| Азијати           | 0 (0,0%)    | 2 (0,6%)    |
| Хиспаноамериканци | 43 (12,8%)  | 85 (25,1%)  |
| Укупно            | 336         | 339         |